# 良教乡
良教乡，是中华人民共和国青海省西宁市大通回族土族自治县下辖的一个乡镇级行政单位。

## 行政区划
良教乡下辖以下地区：
下治泉村、上治泉村、桥尔沟村、前跃村、良教沟村、白崖村、下甘沟村、上甘沟村、松林村、沙布村、石庄村和煤洞沟村。